# Namnskick
Namnskick syftar på en norm för personnamn. Eftersom namnskicken skiljer sig mellan olika länder och språk kan det uppstå kulturkrockar när man ska använda utländska personers namn.

## Namnskick i olika länder

### Danska namn
Många danskar har två efternamn, till exempel Poul Nyrup Rasmussen. Det första efternamnet kan användas vid tilltal, men det är det andra som sorterar bäraren i telefonkatalogen.

### Isländska namn
Islänningar använder inte släktnamn, utan sätter i stället ett patronymikon (av typen Gunnlaugsson eller Finnbogadóttir) efter tilltalsnamnet. Islänningarna föredrar att bli omnämnda med tilltalsnamnet. Telefonkatalogen är sorterad i bokstavsordning efter förnamnet.

### Japanska namn
Japaner har ett släktnamn och ett förnamn, i omvänd ordning mot europeiska namn. Mangatecknaren Akira Toriyama heter alltså egentligen Toriyama Akira, eller, med kanji 鳥山 明. Eftersom kanji kan uttalas olika uppstår det ibland problem; det är inte uppenbart hur lästa ord uttalas eller hur man ska skriva det man hör. Dock är vissa uttal vanligare än andra. Tecknen i kanji är betydelsebärande och Toriyama Akira skulle kunna översättas till "Fågelberg Ljus".

### Kinesiska namn
I kinesiska namn står familjenamnet (姓, xìng) alltid först och det givna personnamnet (名, míng) sist, till exempel Wang Mang (王莽 pinyin: Wáng Măng), där Wang är familjenamn och Mang motsvarar vårt "förnamn". Oftast består de kinesiska namnen av tre tecken. Av gammal tradition är det första familjenamnet, det andra generationsmarkören och det sista personnamnet. På grund av ettbarnspolitiken har användandet av generationsmarkör blivit allt ovanligare. Tvåstaviga namn är därför ganska vanligt förekommande i Fastlandskina.

### Spanska namn
I Spanien och Portugal hör det till traditionen att man har efternamn från både modern och fadern. Gifta kvinnor lägger vanligen även till sin makes efternamn. Ofta har man dock flera efternamn än så; far- och morföräldrar och emellanåt dessas föräldrar förekommer ofta i iberers och sydamerikaners efternamn. Ett exempel på detta är Spaniens före detta diktator, General Francisco Franco, vars fullständiga namn utläses Francisco Paulino Hermenegildo Teódulo Franco y Bahamonde Salgado Pardo de Andrade.

### Svenska namn
Svenska namn är numera uppbyggda enligt principen Förnamn (ofta två eller tre) - Efternamn, där ett av förnamnen, eller ibland två av dem i förening, fungerar som tilltalsnamn. Exempelvis Anna Birgitta Cecilia Dahl eller Erik Fredrik Gustavsson.

### Ryska namn
Ryssar har tre namn: förnamn, fadersnamn och efternamn. Fadersnamnet bildas genom att man till faderns namn lägger -ovitj eller -evitj för män och -ovna eller -evna för kvinnor. Oftast böjs även efternamnet efter bärarens kön.
När man tilltalar en person använder man oftast förnamn och fadersnamn. Inom familjen och vänner emellan används förnamnet; ofta används även dimunitivformer av förnamnet, till exempel Sasja för Alexander, Kostia för Konstantin, Tanja för Tatiana, Natasja för Natalia.

### Romerska namn
Under antiken hade alla romerska män av högre klass minst tre namn - ett förnamn (praenomen), ett släktnamn (gentilicum) och ett igenkänningsnamn (cognomen). Ibland kunde fler cognomen läggas till och kallades då agnomen.
Cognomen användes för att särskilja familjer inom samma klan. Gaius Julius Caesar tillhörde familjen Caesar, som ingick i klanen Julius.
Ett cognomen beskrev, när det först lades till i ett namn, en persons utseende eller egenskaper. Exempelvis betyder "Cicero" "kikärta" och "Caesar" betyder "hårig".[källa behövs]

### Vietnamesiska namn
Vietnamesiska namn uppges med familjenamnet först följt av tilltalsnamnet.

### Ungerska namn
Ungerska namn uppges med familjenamnet först följt av tilltalsnamnet.